# 高原城
高原城（たかはるじょう）は、宮崎県西諸県郡高原町にあった日本の城（平山城）。伊東四十八城の一つ。別名松ヶ城。

## 概要
永禄年間（1558年-1570年）に、島津氏家臣の梅北掃部が造ったとされる。全方位とも、険峻で深い谷に囲まれた天然の要害で、特に西方（現在の高原町総合運動公園）、北方、東方は深い谷がめぐり南面の一部のみが平地につながっている。本丸・二の丸・三の丸・取添丸の間に深い堀をめぐらせてあった。城域は約350メートル四方を測る。
現在は宮崎自動車道開通の際に丘陵の一部が削り取られており、尚且つ私有地であるらしく住居が立ち並ぶ。2011年（平成23年）3月に高原町教育委員会による案内板が国道221号の宮崎自動車道に架かる跨道橋南詰付近に設置され、城址の地形図とともに設置場所が虎口であることが周知された。

## 歴史
元々、島津氏の城であったが、伊東氏が獲得、天文22年（1553年）に北原氏の城となる。しかし、永禄2年（1559年）に北原氏の家督問題に付け込んだ伊東氏により、北原領が根こそぎ取られると再び伊東氏の城となった。
その3年後、北原氏が北原兼親の元で再興された際には、北原再興に協力した島津氏と北郷氏により奪い返され、北原家臣白坂下総介が城主を務める。但し北原氏は、伊東氏が相良氏と組んだことで逼迫させられ、これにより後、難を恐れた下総介が北原家を出奔し城は3度、伊東氏の所有に帰した。その際の城主は福永源左衛門であったが、木崎原の戦いで伊東氏が島津氏に対して敗北してしまうと、高原城の守りを固めるために伊東勘解由（長倉祐政）を城主に据えた。
天正4年（1576年）8月19日、島津義久が率いる3万の大軍勢から攻撃を受ける。島津軍は城下の防塁を払い除け、火を放って啓開作業を行った。そのため城兵は城に籠って支えざるを得なくなる。そのとき高原城には370余名ほどの兵しかいなかった。島津軍は二の門まで破ったが三の門で激しい抵抗に遭い多数の死傷者を出すに至ったため、城の水の手を絶たせた。翌20日は両軍の弓矢による攻撃が行われ、双方に100名近くの死傷者が出たという。伊東義祐は城兵を救うべく援軍を出したが、救援を遂げるには叶わなかった。翌21日、水に窮した城兵は矢文にて和議を申し入れた。22日に交渉が行われ、23日に開城。長倉祐政ら城兵170余名は野尻方面へ退却した。これにより高原城は島津氏の所有となった。その後は上原尚近が城主に任命され、上原はそのまま高原地頭も任命される。元和元年（1615年）の一国一城令により廃城。